# 1,9-壬二醇
1,9-壬二醇（英語：1,9-Nonanediol）化学式为HO(CH2)9OH，是一种α,ω-二醇，常温常压下为无色固体，微溶于水，易溶于乙醇。

## 反应
1,9-壬二醇和溴化氢在甲苯中反应，可以得到1,9-二溴壬烷。它和戴斯-马丁氧化剂在二氯甲烷中反应，可以得到1,9-壬二醛。